# Нассер Нураї
Нассер Нураї (перс. ناصر نورایی‎‎, нар. 16 червня 1954, Тегеран, Іран) — іранський футболіст, що грав на позиції нападника.
Виступав, зокрема, за клуби «Ома» та «Персеполіс», а також національну збірну Ірану.

## Клубна кар'єра
У дорослому футболі дебютував 1975 року виступами за команду клубу «Гома», в якій провів шість сезонів. 
1981 року перейшов до клубу «Персеполіс», за який відіграв 2 сезони. Завершив професійну кар'єру футболіста виступами за команду «Персеполіс» у 1984 році.

## Виступи за збірну
1975 року дебютував в офіційних матчах у складі національної збірної Ірану. Протягом кар'єри у національній команді провів у формі головної команди країни 10 матчів, забивши 5 голів.
У складі збірної був учасником кубка Азії з футболу 1976 року в Ірані, здобувши титул переможця турніру та чемпіонату світу 1978 року в Аргентині.

## Титули і досягнення
- Володар Кубка Азії: 1976